# Афанасий Волхв
Афанасий Волхв (греч. Αθανάσιος ὁ ἀπό Μάγων; ум. 303) — персонаж жития великомученика Георгия, православный святой, почитается в лике мучеников, память совершается 23 апреля.
Об Афанасии известно из «Мученичества Георгия», написанного Феодором Дафнопатом в X веке. Согласно его рассказу, во время суда над Георгием императором Диоклетианом был приглашён волхв Афанасий, который принёс свои зелья. Одно из них должно было делать человека покорным, а другое являлось смертельным ядом. Однако ни одно из зелий не подействовало на Георгия. После этого Афанасий предложил испытать Георгия и его веру, заставив совершить чудо:

...пусть Георгий воскресит мертвеца пред тобою, о царь, и пред всеми нами. Тогда и мы покоримся его Богу, как всемогущему. Вот отсюда издали видна могила, в которой недавно положен мертвец, которого я знал при жизни. Если Георгий воскресит его, то воистину победит нас.
— Димитрий Ростовский. Страдание святого великомученика Георгия Победоносца
«Мученичество Георгия» сообщает, что по молитве Георгия мертвец воскрес и тогда волхв Афанасий «припал к ногам святого, исповедуя, что Христос есть Всесильный Бог, и моля мученика, чтобы тот простил ему согрешения, содеянные в неведении». По приказу императора Афанасий и воскрешённый Георгием человек были обезглавлены.
Память святого Афанасия содержится в греческих стишных синаксарях и печатной венецианской Минее 1603 года. Отдельного богослужебного последования Афанасий не имеет, в Минеях, используемых греческими церквами, по 6-й песни канона утрени, содержится стишной синаксарь святому Афанасию.